# Kaisa Valtakari
Kaisa Valtakari (Lappeenranta, 9 maggio 1961) è un'ex cestista finlandese.

## Carriera
Con la Finlandia ha disputato i Campionati europei del 1980.